# Đurđa Fočić
Đurđa Fočić (ur. 28 lipca 1948 w Zagrzebiu) – chorwacka lekkoatletka startująca w reprezentacji Jugosławii, trzykrotna olimpijka.
Specjalizowała się w pięcioboju, ale startowała z powodzeniem także w innych konkurencjach lekkoatletycznych. 
Odpadła w kwalifikacjach skoku w dal na europejskich igrzyskach halowych w 1967 w Pradze.
Zdobyła trzy srebrne medale na igrzyskach śródziemnomorskich w 1967 w Tunisie: w biegu na 80 metrów przez płotki, w skoku wzwyż i w skoku w dal. Zajęła 11. miejsce w skoku wzwyż i odpadła w eliminacjach biegu na 50 metrów przez płotki na europejskich igrzyskach halowych w 1968 w Madrycie.
Zajęła 29. miejsce w pięcioboju  na igrzyskach olimpijskich w 1968 w Meksyku. Na europejskich igrzyskach halowych w 1969 w Belgradzie zajęła 9. miejsce w skoku w dal. Zajęła 9. miejsce w pięcioboju na mistrzostwach Europy w 1971 w Helsinkach.
Zdobyła brązowe medale w biegu na 100 metrów przez płotki i w sztafecie 4 × 100 metrów na igrzyskach śródziemnomorskich w 1971 w Izmirze. Zajęła 11. miejsce w pięcioboju na igrzyskach olimpijskich w 1972 w Monachium oraz 10. miejsce w tej konkurencji na mistrzostwach Europy w 1974 w Rzymie.
Na igrzyskach śródziemnomorskich w 1975 w Algierze zdobyła srebrny medal w sztafecie 4 × 100 metrów i brązowe medale w biegu na 100 metrów przez płotki i w skoku wzwyż. Zdobyła srebrny medal w pięcioboju na uniwersjadzie w 1975 w Rzymie. Na igrzyskach olimpijskich w 1976 w Montrealu ponownie zajęła 11. miejsce w tej konkurencji.
Odnosiła sukcesy w mistrzostwach krajów bałkańskich, zwyciężając w pięcioboju w 1968, 1971, 1973, 1975 i 1976.
Była mistrzynią Jugosławii w biegu na 100 metrów przez płotki w latach 1971–1975, w skoku w dal w 1968, 1972, 1973 i 1975 oraz w pięcioboju w latach 1966, 1967, 1970–1973 i 1975.
Była wielokrotną rekordzistką Jugosławii w biegu na 100 metrów przez płotki (do czasu 13,6 s, uzyskanego 21 lipca 1973 w Zagrzebiu), w sztafecie 4 × 100 metrów (do wyniku 46,3 s, osiągniętego 1 lipca 1973 w Rijece) i w pięcioboju (do rezultatu 4507 pkt, uzyskanego11 czerwca 1976 w Novej Goricy).